# سپیده جمال‌دوست
سپیده جمال‌دوست بازیکن والیبال ایرانی است که در تیم ملی والیبال نشستهٔ زنان ایران بازی می‌کند.

## افتخارات
- نایب قهرمان مسابقات قهرمانی آسیا ۲۰۲۳
- نایب قهرمان والیبال نشسته در بازی‌های آسیایی ۲۰۲۲[۵][۶][۷]